# In Camera (film)
In Camera è un film del 2023 scritto e diretto da Naqqash Khalid al suo esordio alla regia.

## Trama
Aden è un giovane attore di origini pakistane che si presta ad audizioni sempre più strane pur di entrare nel mondo dello spettacolo.

## Produzione
Nel settembre 2022 è stato annunciato che Nabhaan Rizwan, Amir El-Masry e Rory Fleck-Byrne avrebbero recitato in un film diretto e scritto da Naqqash Khalid.

## Distribuzione
Il film è stato presentato in anteprima mondiale al Festival internazionale del cinema di Karlovy Vary il 1º luglio 2023, per poi essere proiettato anche allo Zurigo Film Festival e al BFI London Film Festival nell'ottobre dello stesso anno. Nel maggio 2024 il film è stato presentato al Riviera International Film Festival, mentre la distribuzione nelle sale britanniche e irlandesi è prevista per il 13 settembre successivo.

## Promozione
Il primo trailer del film è stato distribuito il 7 agosto 2024.

## Accoglienza
L'aggregatore di recensioni Rotten Tomatoes riporta il 100% di recensioni positive, con un punteggio medio di 7,2 su 10 basato sul parere di 8 critici.

## Riconoscimenti
- 2023 - British Independent Film Awards
  - Candidatura per la miglior interpretazione protagonista a Nabhaan Rizwan
  - Candidatura per la miglior interpretazione non protagonista a Amir El-Masry